# Ordine nazionale della Costa d'Avorio
L'Ordine Nazionale della Costa d'Avorio (indicato talvolta col solo nome di Ordine Nazionale) è il maggiore degli ordini cavallereschi statali della Costa d'Avorio.

## Storia
L'Ordine venne fondato il 10 aprile 1961 per celebrare l'indipendenza della Costa d'Avorio che sino al 1960 era stata colonia francese.
Essa è da allora la massima onorificenza dello stato e viene concessa a quanti si siano grandemente distinti nel servizio allo stato, nonché nella forma del Collare ai capi di Stato stranieri in segno di amicizia.

## Classi
L'Ordine dispone delle seguenti classi di benemerenza:
- Collare
- Cavaliere di Gran Croce
- Grand'Ufficiale
- Commendatore
- Ufficiale
- Cavaliere

| Nastri    |           |              |                 |                         |         |
| Cavaliere | Ufficiale | Commendatore | Grand'Ufficiale | Cavaliere di Gran Croce | Collare |

## Insegne
- La medaglia dell'Ordine è costituita da una croce di Malta smaltata di bianco e bordata di rosso, circondata da una corona d'alloro verde. Al centro della croce si trova un medaglione in oro raffigurante un elefante raffrontato circondato da una corona d'alloro, il tutto attorniato da un anello smaltato di verde con inciso in lettere dorate "REPUBLIQUE DE COTE D'IVOIRE" ("Repubblica della Costa d'Avorio").
- La placca riprende il medesimo disegno della medaglia ma la croce è montata su una stella raggiante in argento.
- Il nastro è rosso.